# Percy Courtman
Percy Courtman (* 14. Mai 1888 in Chorlton-cum-Hardy, Lancashire; † 2. Juni 1917 in Neuville-Bourjonval, Département Pas-de-Calais) war ein britischer Schwimmer.
Courtman war zweifacher Olympiateilnehmer im Brustschwimmen. Bei den Olympischen Spielen 1908 im heimischen London schied er im erstmals ausgetragenen Wettbewerb über 200 Meter Brust als Zweiter im Vorlauf aus.
Vier Jahre später bei den Sommerspielen in Stockholm wurde er zunächst über 200 Meter Brust Vierter und gewann zwei Tage später über 400 Meter Brust die Bronzemedaille.
Er fiel im Ersten Weltkrieg in Frankreich.